# OGRE
OGRE（Object-Oriented Graphics Rendering Engine，面向对象图形渲染引擎） 又叫做OGRE 3D。OGRE是面向场景、實時的三維图像引擎。OGRE把自己定義為渲染引擎而非遊戲引擎，因此並不包含網路、物理、聲音等等模塊，而只專注在三維渲染領域。OGRE 是跨平台軟件，支持 Windows、macOS、Linux、iOS、Android 等等平台。底層也有 DirectX 及 OpenGL 等等多種不同的實現。

## 相关项目

### 开源
- OpenFrag
- WorldForge
- Rigs of Rods

### 商业
- 天龙八部
- 无政府在线
- Ankh
- 杰克基恩